# Pink Hanamori
Pink Hanamori (花森 ぴんく, Hanamori Pinku') (nascuda el 5 de novembre de 1977 en Shizuoka, Japó) és una mangaka japonesa coneguda per il·lustrar el manga Mermaid Melody Pichi Pichi Pitch que fou escrit per Michiko Yokote. Michiyo Kikuta (Mamotte! Lollipop) una vegada treballà d'assistent de Hanamori. Hanamori és fan del manga Shōnen, i treballa per a la Nakayoshi.
En el número d'abril del 2008 de Nakayoshi fou anunciat que Pink Hanamori treballaria amb Natsuko Takahashi per fer el remake de manga d'Osamu Tezuka, Chopy i la princesa, amb el títol de Sapphire: Ribon no Kishi. El manga seria presentat al número de maig de Nakayoshi.

## Treballs

### Sèries manga
- Sapphire: Ribbon no Kishi (3 d'abril del 2008 - ?)
- Fiancé wa Monster!? (2007 - present)
- Yume Yume Yu Yu (2005-2007) 3 tankobon (volums)

### Manga one-shots
- Miss Dieter Heroine (Treball de debut guanyador del concurs de "Noves Cares" de Nakayoshi)
- Get Nude! (1a història després del seu debut)
- Moonlight Goddess Diana (2a història després del seu debut, amb pàgines a color)
- Cherry ♥ Blossom (3a història després del seu debut, amb pàgines a color i publicat a la revista principal de Nakayoshi)